# Chen Shu
Dans ce nom chinois, le nom de famille, Chen, précède le nom personnel.
Pour les articles homonymes, voir Chen et Chen Shu (actrice).
Chen Shu, ou Ch'ên Shu ou Tch'en Chou, également surnommée Shangyan Dizi, Shangyuan Laoren et Nanlou Laoren, est une artiste peintre chinoise des XVIIe – XVIIIe siècles, née à Xiushui (actuel district de Xiuzhou), dans la province du Zhejiang, en 1660 et morte en 1736.

## Biographie
Chen Shu est la femme de Qian Lunguang ; elle a un fils, Qian Chencun, connu comme poète. Elle se spécialise dans la peinture de fleurs, d'herbes et d'insectes, mais elle peint aussi des paysages. Elle se dit influencée par le peintre Wang Meng alors que c'est l'influence de Wang Hui qui paraît la plus évidente.
Elle a aussi un petit-fils et élève, Qian Weicheng.

## Musées
- New York: (Metropolitan Museum of Art):
  - Cacatoès blanc, signé et daté 1721.
- Pékin (Mus. du Palais):
  - Paysages, petit album d'après des Maîtres anciens, inscription du mari de l'artiste.
- Taipei (Mus. du Palais):
  - Mer de nuages sur le Mont Huang, encre sur papier, rouleau en longueur.
  - Nouvel an, couleurs sur soie, rouleau en hauteur, peint quand l'artiste a 76 ans.